# Dübendorf
Dübendorf és un municipi del districte d'Uster (cantó de Zúric, Suïssa).

## Persones il·lustres
- Wilhelm Meyer-Lübke (1861-1936), lingüista, romanista i catalanòfil.
- Max Hürzeler (1954-), ciclista.